# سیمن
سیمن (به انگلیسی: Cymene) با فرمول شیمیایی C۱۰H۱۴ یک ترکیب شیمیایی با شناسه پاب‌کم ۷۴۶۳ است. که جرم مولی آن 134.21 g/mol می‌باشد. 